# Емелдир
Емелдир е героиня от Толкиновата фантастика. Тя е жена на Барахир и майка на Берен. Дъщеря е на Берен от Рода на Беор, на когото нарекла сина си, и внучка на Белемир и Аданел. Емелдир получава прозвището си Човешкото сърце, когато повежда жени и деца от Беоровия род на юг от Бретил след разрухата, причинена от Дагор Браголах.